# Raymond de Waha

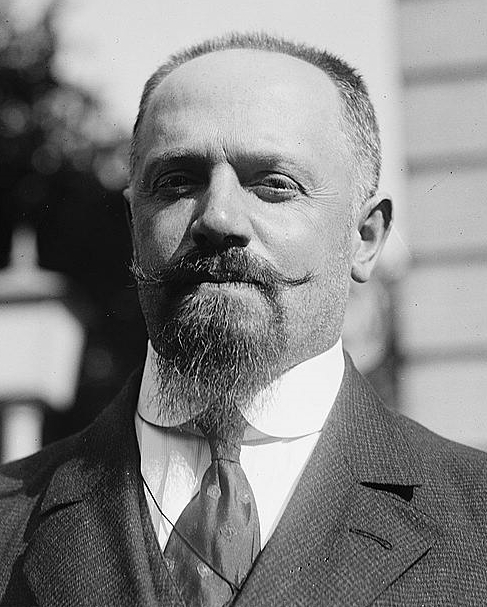
Raymond de Waha

Raymond de Waha (* 16. Mai 1877 in Luxemburg, Luxemburg; † 10. August 1942) war ein luxemburgischer Diplomat und Politiker der Parti de la droite.

## Leben
Waha, Sohn von Baron Mathias de Waha und dessen Ehefrau Augusta de Colnet-d’Huart de Waha, absolvierte nach dem Schulbesuch ein Studium an der Universität Freiburg (Schweiz), der Albert-Ludwigs-Universität Freiburg, der Ludwig-Maximilians-Universität München und der Eberhard Karls Universität Tübingen sowie der Universität von Paris. Er war Mitglied der katholischen Studentenverbindungen KDStV Teutonia Freiburg im Uechtland (seit 1898) und KDStV Aenania München sowie zeitweise der KDStV Hercynia Freiburg im Breisgau und der AV Guestfalia Tübingen, alle im CV. 1902 erwarb er einen Doctor rerum politicarum an der Universität München und wurde 1910 Geschäftsträger im Königreich Bayern. Er war ferner Professor für Politische Ökonomie und für die Parti de la droite Mitglied der Chambre des Députés (Luxemburg), ehe er zwischen 1919 und 1920 Geschäftsträger in den USA war.
Am 5. Januar 1920 wurde er in der zweiten Regierung von Staatsminister und Präsident der Regierung Émile Reuter Generaldirektor für Landwirtschaft und soziale Sicherheit (Directeur Général de l’Agriculture et Prévoyance sociale). Zugleich übernahm er am 15. April 1921 auch das Amt des Generaldirekteurs für Industrie (Directeur Général de l’Industrie). Am 23. April 1924 trat er von diesen Ämtern zurück. Sein Nachfolger wurde daraufhin Guillaume Soisson, der zugleich Generaldirektor für öffentliche Arbeiten (Directeur général des Travaux public) war.
Am 30. Dezember 1922 heiratete er Alix de la Kethulle.

## Veröffentlichungen
- Finanzpolitik der Französischen Revolution, 1903
- Nationalökonomie in Frankreich, Verlag Ferdinand Enke, Stuttgart 1910